# Eine winterliche Reise zu den Flüssen Donau, Save, Morawa und Drina oder Gerechtigkeit für Serbien

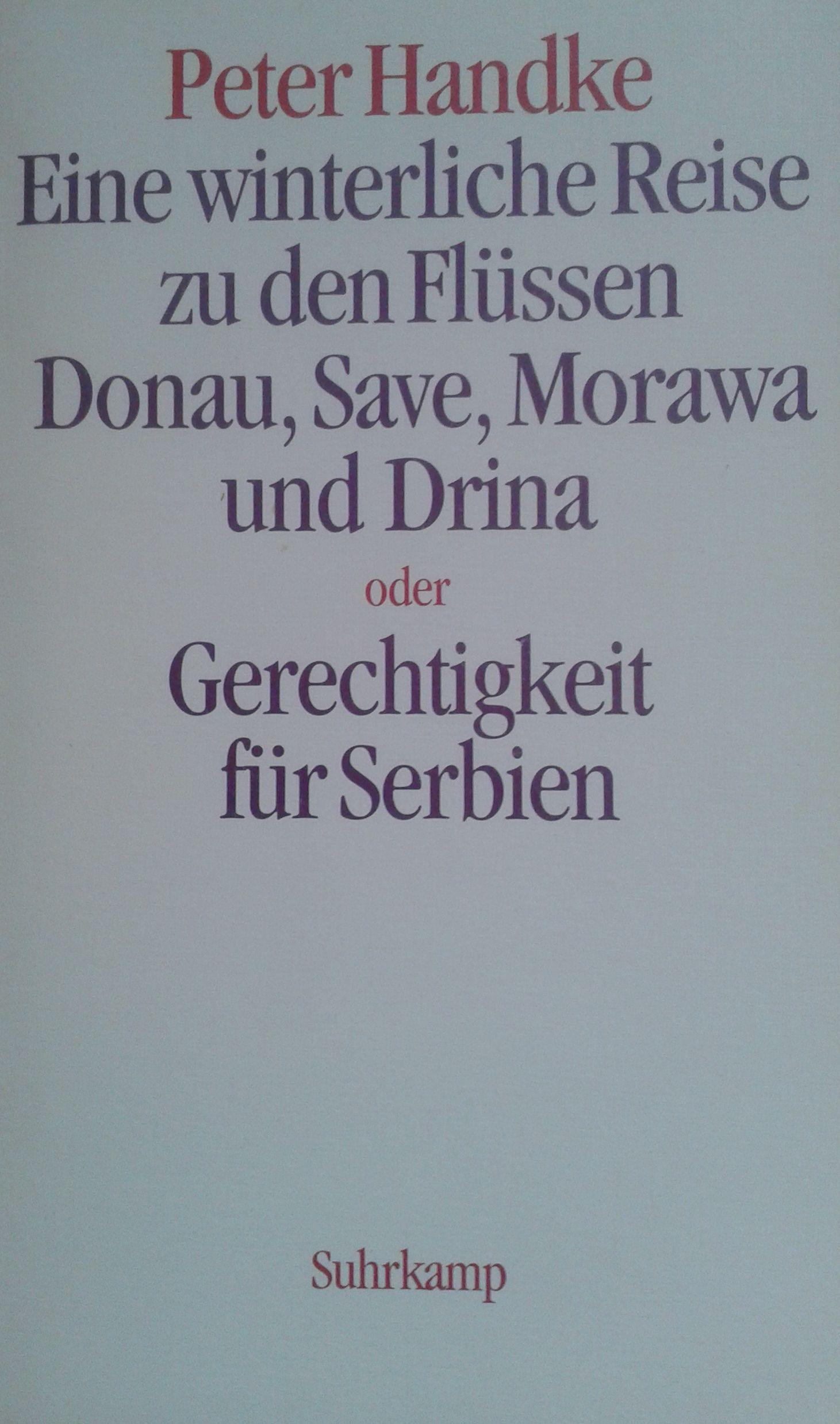
Buchumschlag der ersten Ausgabe im Suhrkamp Verlag, 1996.

Eine winterliche Reise zu den Flüssen Donau, Save, Morawa und Drina oder Gerechtigkeit für Serbien ist ein im Jahre 1996 erschienener Reisebericht von Peter Handke. Er beschreibt darin seine Eindrücke von Land, Landschaft und Leuten einer Reise nach Serbien im Spätherbst 1995.

## Inhalt
Im ersten Drittel des 136 Seiten umfassenden Buches befasst sich Peter Handke mit den Hintergründen der Reise und der medialen Darstellung des Jugoslawienkonflikts, wobei er besonders auf die Haltung französischer Philosophen wie Alain Finkielkraut und Bernard-Henri Lévy eingeht. Anschließend beschreibt er seine Eindrücke von Land, Landschaft und Leuten einer Reise nach Serbien im Spätherbst 1995. Das Buch verfasste der Autor innerhalb von drei Wochen in Chaville bei Paris, wo er sich nach der Scheidung von seiner ersten Frau Libgart Schwarz mit Sophie Semin zum zweiten Mal verheiratete. Das Buch beginnt mit den Worten: „Schon lange, nun fast vier Jahre lang, seit dem Ende des Krieges in Ostslawonien, der Zerstörung von Vukovar, seit dem Ausbruch des Krieges in Bosnien-Herzegowina, hatte ich vorgehabt, nach Serbien zu fahren.“ Im Anschluss an die Veröffentlichung entwickelte sich eine kontroverse Diskussion über das Buch.

### Resonanz
Einen Nachhall fand die Debatte um die Inhalte des Buches, als Handke 2006 auf den Heinrich-Heine-Preis (Stadt Düsseldorf) verzichtete, nachdem es zu einem öffentlichen Streit um die Frage gekommen war, ob er die vorgeblich in Heines Sinn formulierte Bedingung der Satzung erfülle, die vom Preisträger verlangt „den sozialen und politischen Fortschritt zu fördern, der Völkerverständigung zu dienen oder die Erkenntnis von der Zusammengehörigkeit aller Menschen zu verbreiten“. Unter anderem hatte Carolin Emcke mit Verweis auf das Buch Handke als unwürdig für diese literarische Auszeichnung bezeichnet. 2009 veröffentlichte der Historiker Kurt Gritsch das Buch Peter Handke und "Gerechtigkeit für Serbien". Eine Rezeptionsgeschichte, in dem er u. a. die Auffassung vertrat, Handke habe in seinem Werk vor allem „die medial geschürten Feindbilder gegenüber den Serben aufzulösen“ versucht.
Noch vor der Buchausgabe im Suhrkamp Verlag war der Text 1996 in der Süddeutschen Zeitung erschienen, die ihn vor dem Hintergrund der Debatte um die Verleihung des Literatur-Nobelpreises für Peter Handke 2019 „Zum Nachlesen“ nochmals veröffentlichte.

### Ausgaben
- Peter Handke: Eine winterliche Reise zu den Flüssen Donau, Save, Morawa und Drina oder Gerechtigkeit für Serbien. Suhrkamp Verlag, 1996